# イワン・バカノフ
イワン・ヘンナディヨヴィッチ・バカノフ (ウクライナ語: Іван Геннадійович Баканов、1975年5月2日 - ) はウクライナの政治家。2019年から2022年まで、ウクライナ政府の主要情報・治安機関のウクライナ保安庁（SBU）の長官を務めた。バカノフは、ウォロディミル・ゼレンスキー大統領の幼なじみでもある。
バカノフは、過去にウクライナ国家安全保障・国防会議のメンバー（2019 - 2022年）、国民の僕の党首（2017 - 2019年）を務めていた。

## 経歴
イヴァン・バカノフはクルィヴィーイ・リーフで生まれた。ウォロディミル・ゼレンスキーの幼なじみであり、彼らは共に学び、後にさまざまなプロジェクト、特にKvartal 95 Studioで働いた。
イヴァン・バカノフは、1997年にキエフ国立経済大学を卒業し、2006年には労働・社会関係・観光アカデミーを卒業した。
彼は、2013年1月からKvartal 95一座の代表を務め、2013年12月からはKvartal 95 Studioの責任者を務めた。
イワン・バカノフは、2019年の大統領選挙期間中、ウォロディミル・ゼレンスキーのチームの一員だった。彼は2017年から2019年まで国民の僕の党首であった
2021年10月のパンドラ文書は、ゼレンスキーの就任前に、バカノフと彼の首席補佐官であるセルヒー・シェフィールが、英領バージン諸島、キプロス、ベリーズでオフショア企業のネットワークを運営していたことを明らかにした。それらの中には、ロンドンの高額不動産を所有する企業が含まれていた。

## ウクライナ保安庁 (SBU)
2019年5月22日、ゼレンスキー大統領はバカノフをウクライナ保安庁（SBU）第一副長官に任命した。
バカノフは、2019年5月28日にウクライナ国家安全保障・国防会議のメンバーに任命された。
5月29日、SBUは、バカノフが6月3日からウクライナ保安庁長官代理を務めると発表した。その理由は、保安庁長官のヴァシーリ・フリツァークの休暇であった。
バカノフが機密情報にアクセスできるようにするために、2019年5月末に「中尉」の軍階級が授与された。バカノフは、それ以上の階級には応募しないと宣言した。
腐敗防止政策国家評議会のメンバー（2019年7月16日以降）。
2019年8月29日、議会はバカノフをウクライナ保安庁長官に正式に任命した。

バカノフは議会演説で次のように述べた。
SBU改革全体で言えば、少なくとも3年はかかると思う。最初の効率的なステップについて言えば、1年で十分だと考えている。

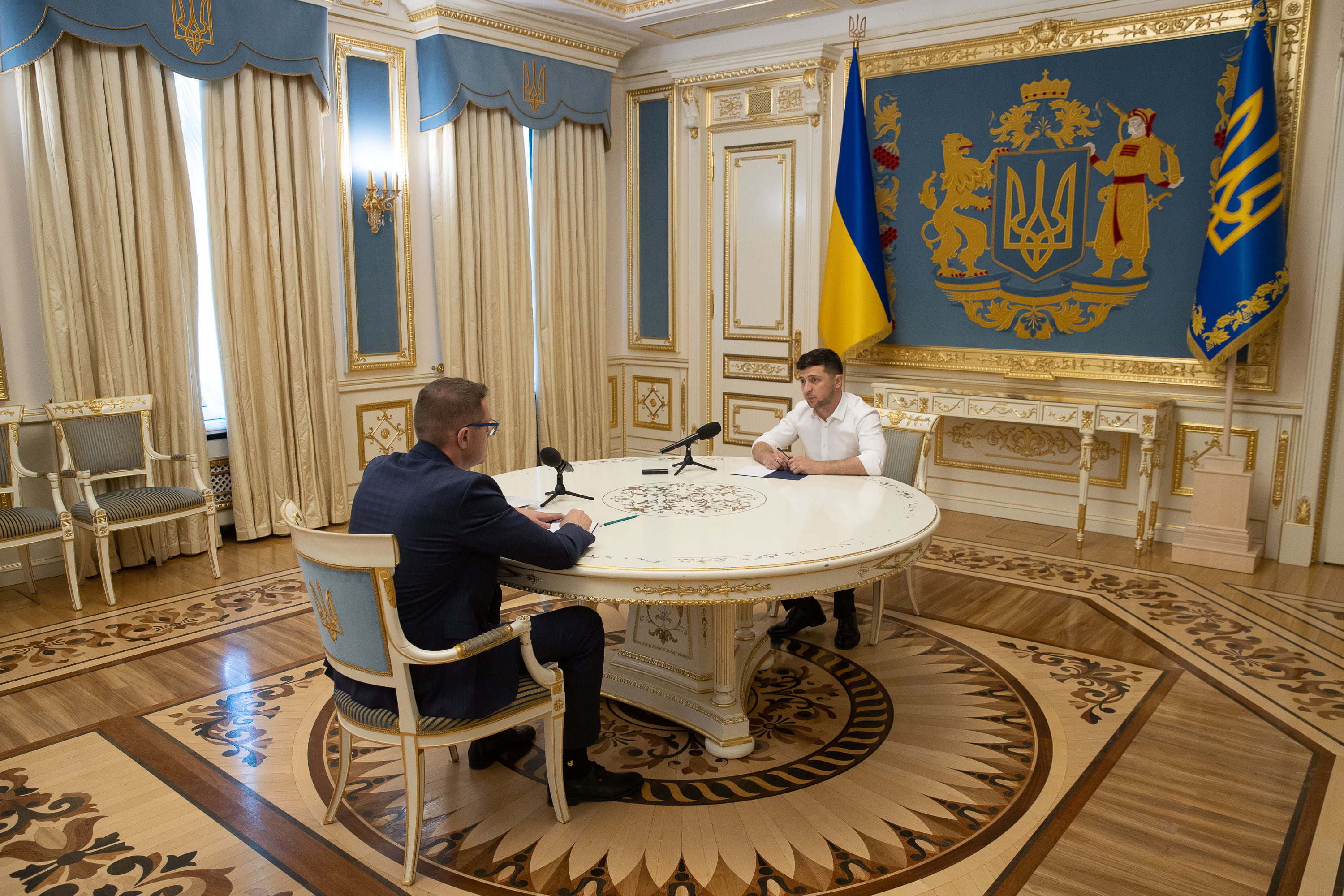
ウクライナ大統領のウォロディミル・ゼレンスキーと会談するイワン・バカノフ（2019年）。

ウクライナ保安庁はバカノフの指揮の下、いくつかの注目すべき作戦を実施してきた。特に、過激派組織「イスラム国（IS）」の指導者の一人で、ウクライナに潜伏していたアル・バラ・シシャニが逮捕された。
バカノフ自身は、SBUはより効率的になる必要があるとし、結果に対処するだけでなく、脅威を初期の段階で無力化すべきであると述べている。バカノフの指導下で起草された新法「On the SBU」は、法案作成者によると、そのような結果を得るためのものであるという。2020年 2月には、2020年春に可決される見込みとなっていた。人権派弁護士のヴォロディミル・ヤヴォルスキーによれば、この法案は「民主主義国では異例の事実上無制限・無規制の権限をSBUに与える」だろうという。
彼は、2022年7月17日にゼレンスキーによってSBU長官を解任された
バカノフは、以下のウクライナ軍規律法第47条に基づき解任された。
「人的被害またはその他の重大な結果を引き起こした、またはそのような結果になる虞を生じさせた公務の不履行（不適切な履行）は、軍人を公務の履行から解任する根拠となる」
その後、大統領府は、バカノフが実際にはSBUの業務に関する調査が行われるまで「停職」となった（解任されたのではない）ことを明らかにした。2022年7月19日、ウクライナ大統領が提案したウクライナ議会での投票後、彼は公式に同職から解任された。

## 家族
バカノフは元ロシア国民のオクサナ・ラザレンコと結婚しており、オクサナは1998年からウクライナに居住して働いており、永住許可を持っている。2019年6月、バカノフは彼女がウクライナの市民権を取得する予定であると述べた。バカノフの2019年の電子申告によると、オクサナは2019年以降、ウクライナ国民である。
彼には、2019年時点でキエフ国立経済大学の学生だった息子のアルトゥールがいる。